# Алфонсо д’Есте (Монтекио)
Вижте пояснителната страница за други личности с името Алфонсо д’Есте.
Алфонсо д’Есте (на италиански: Alfonso d'Este; * 10 март 1527, Ферара, Папска държава; † 1 ноември 1587, пак там) от Дом Есте е маркграф на Монтекио.

## Произход
Той е извънбрачен син на Алфонсо I д’Есте (* 1476, † 1476), херцог на Ферара, Модена и Реджо, и на метресата му Лаура Дианти (* 1480, † 1573). Баща му се жени тайно (поради  разлика в ранга) за дългогодишната си метреса, за да узакони децата си от нея. Алфонсо има един брат:
- Алфонсино (* 1530, † 1547), маркграф на Кастелнуово

Има и няколко полубратя и полусестри от брака на баща си, сред които Ерколе II, херцог на Ферара, Модена и Реджо, и Иполито II, кардинал. 

## Биография
Херцог Алфонсо I д'Есте дарява територията на Монтекио на сина си Алфонсо и я определя в завещанието си като привилегировано феодално владение за кадетите от неговия дом. Алфонсо д'Есте, който с диплома от император Фердинанд I от 13 март 1562 г. получава издигането на феодалното владение до марка, следователно е родоначалник на късия кадетски клон (незаконен, но по-късно узаконен) на Дом Есте, наречен Есте ди Монтекио. През 1569 г. император Максимилиан II издига Монтекио до маркрафство.
На 3 януари 1549 г. се жени за Джулия дела Ровере, дъщеря на херцога на Урбино Франческо Мария I дела Ровере,  с която има четири деца.
През 1532 г. е узаконен от кардинал Иноченцо Чибо, а на следващата година от баща си.
Умира на 60-годишна възраст във Ферара.

## Брак и потомство
Жени се два пъти:
∞ 1. 3 януари 1549 г. за Джулия дела Ровере (* 1527, Кастелдуранте; † 4 април 1563, Ферара), дъщеря на Франческо Мария I дела Ровере, херцог на Урбино, и на Елеонора Гонзага, от която има двама сина и една дъщеря:
- Чезаре д’Есте (* 8 октомври 1552, Ферара; † 11 декември 1628, Модена), херцог на Модена и Реджо (1597 – 1628), ∞ 6 февруари 1586 за Вирджиния де Медичи (* 28 май 1568; † 15 януари 1615), от която има шест сина и три дъщери;
- Алфонсино д’Есте (* 11 ноември 1560, † 4 септември 1578, Ферара), граф на Ферентило; ∞ за братовчедка си Марфиза д’Есте (* ок. 1554, Ферара; † 16 октомври 1608, пак там), от която няма деца;
- Елеонора д’Есте (* 23 ноември 1561, Ферара; † 26 ноември 1637, Модена), ∞ 21 февруари 1594 за Карло Джезуалдо ди Веноза (8 март 1566, Веноза; † 8 септември 1613, Джезуалдо), принц на Веноза, граф на Конца, от когото има един син;

∞ 2. 1584 за Виоланта Синя (* 1546, † 1609), от която има син и дъщеря:
- Иполита д’Есте (* 6 ноември 1565, Ферара; † 1 май 1602, Мирандола), последна херцогиня-консорт на Мирандола и на Конкордия (1594–1602) и първа принцеса-консорт на Мирандола и маркиза-консорт на Конкордия (1596–1602)∞ за Федерико II Пико дела Мирандола (* декември 1564, Мирандола, † 7 септември 1602, пак там), принц на Мирандола и маркиз на Конкордия, от когото има син и дъщеря;
- Алесандро д'Есте (* 5 май 1568, Ферара; † 13 май 1624, Рим), кардинал, има една извънбрачна дъщеря.